# Фосмань
Фосма́нь (фр. Fossemagne) — коммуна во Франции, находится в регионе Аквитания. Департамент — Дордонь. Входит в состав кантона От-Перигор-Нуар. Округ коммуны — Перигё.
Код INSEE коммуны — 24188.

## География

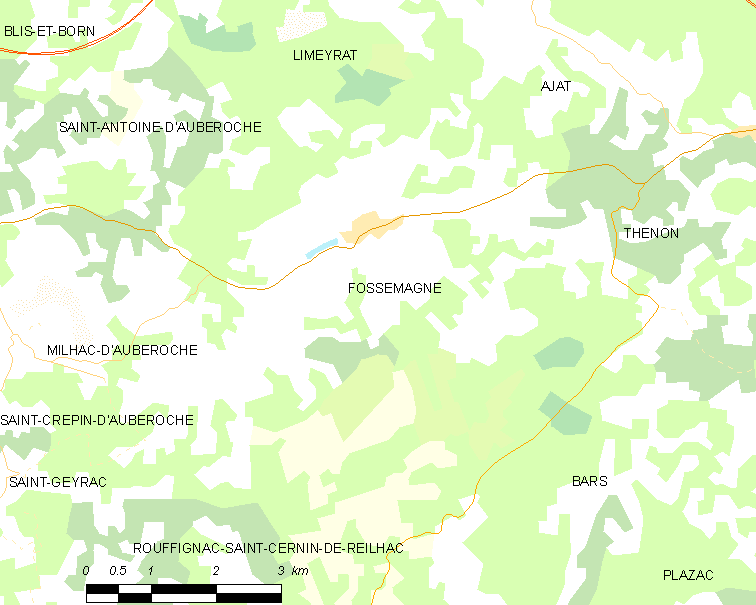
Карта коммуны

Коммуна расположена приблизительно в 430 км к югу от Парижа, в 130 км восточнее Бордо, в 22 км к востоку от Перигё.
По территории коммуны протекает река Мануар.

### Климат
Климат умеренный океанический со средним уровнем осадков, которые выпадают преимущественно зимой. Лето здесь долгое и тёплое, однако также довольно влажное, здесь не бывает регулярных периодов летней засухи. Средняя температура января — 5 °C, июля — 18 °C. Изредка вследствие стечения неблагоприятных погодных условий может наблюдаться непродолжительная засуха или случаются поздние заморозки. Климат меняется очень часто, как в течение сезона, так и год от года.

## Население
Население коммуны на 2010 год составляло 605 человек.
| 1962 | 1968 | 1975 | 1982 | 1990 | 1999 | 2010 |
| ---- | ---- | ---- | ---- | ---- | ---- | ---- |
| 558  | 556  | 505  | 544  | 535  | 528  | 605  |

## Администрация
| Период | Период | Фамилия        | Партия                    | Примечания |
| ------ | ------ | -------------- | ------------------------- | ---------- |
| 2001   | 2008   | Жан-Клод Дебор |                           |            |
| 2008   | 2020   | Анни Делаж     | Союз за народное движение | редактор   |

## Экономика
В 2010 году среди 350 человек трудоспособного возраста (15-64 лет) 247 были экономически активными, 103 — неактивными (показатель активности — 70,6 %, в 1999 году было 69,0 %). Из 247 активных жителей работали 224 человека (124 мужчины и 100 женщин), безработных было 23 (5 мужчин и 18 женщин). Среди 103 неактивных 23 человека были учениками или студентами, 32 — пенсионерами, 48 были неактивными по другим причинам.

## Фотогалерея

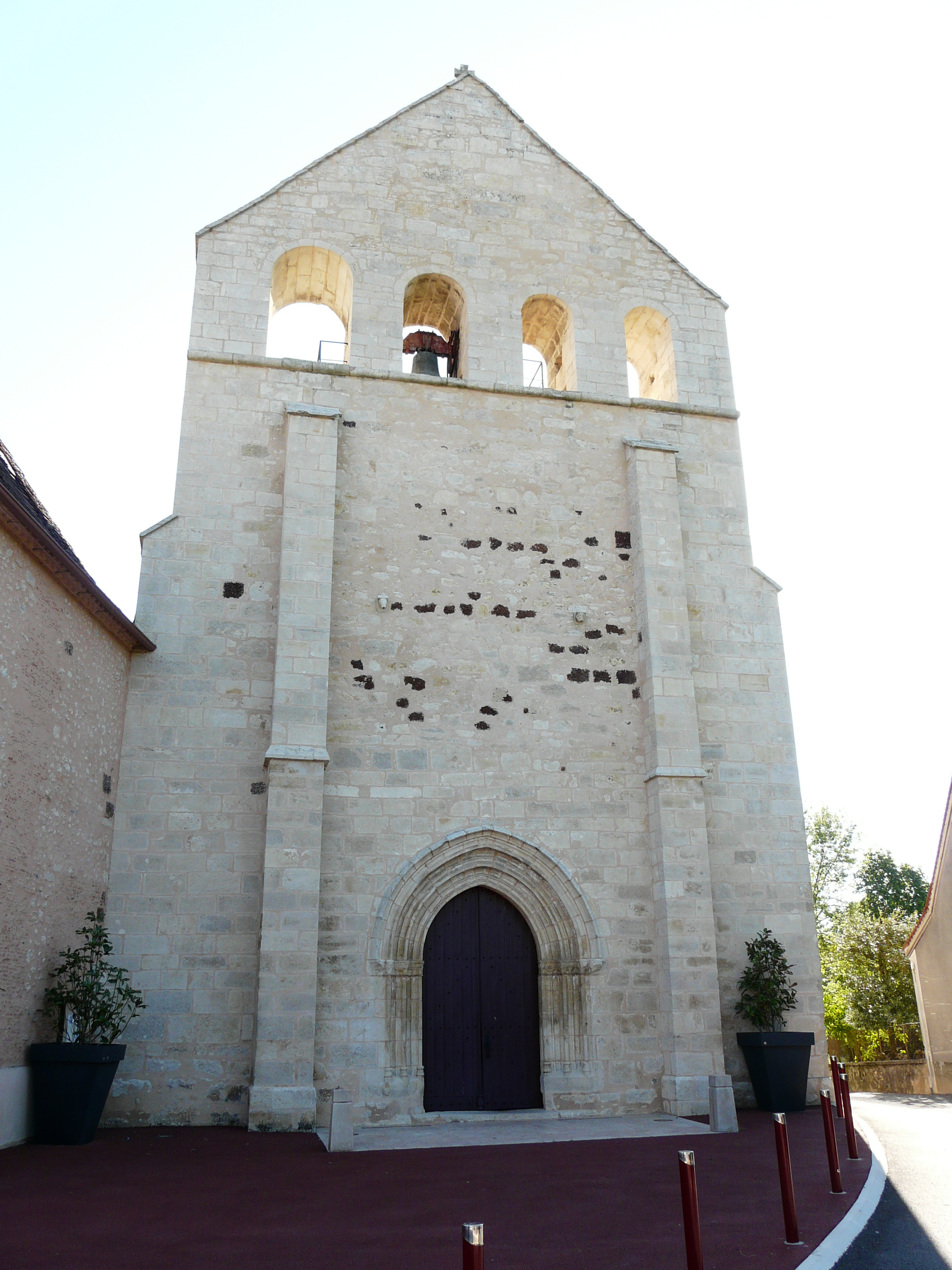
Церковь Сент-Астье
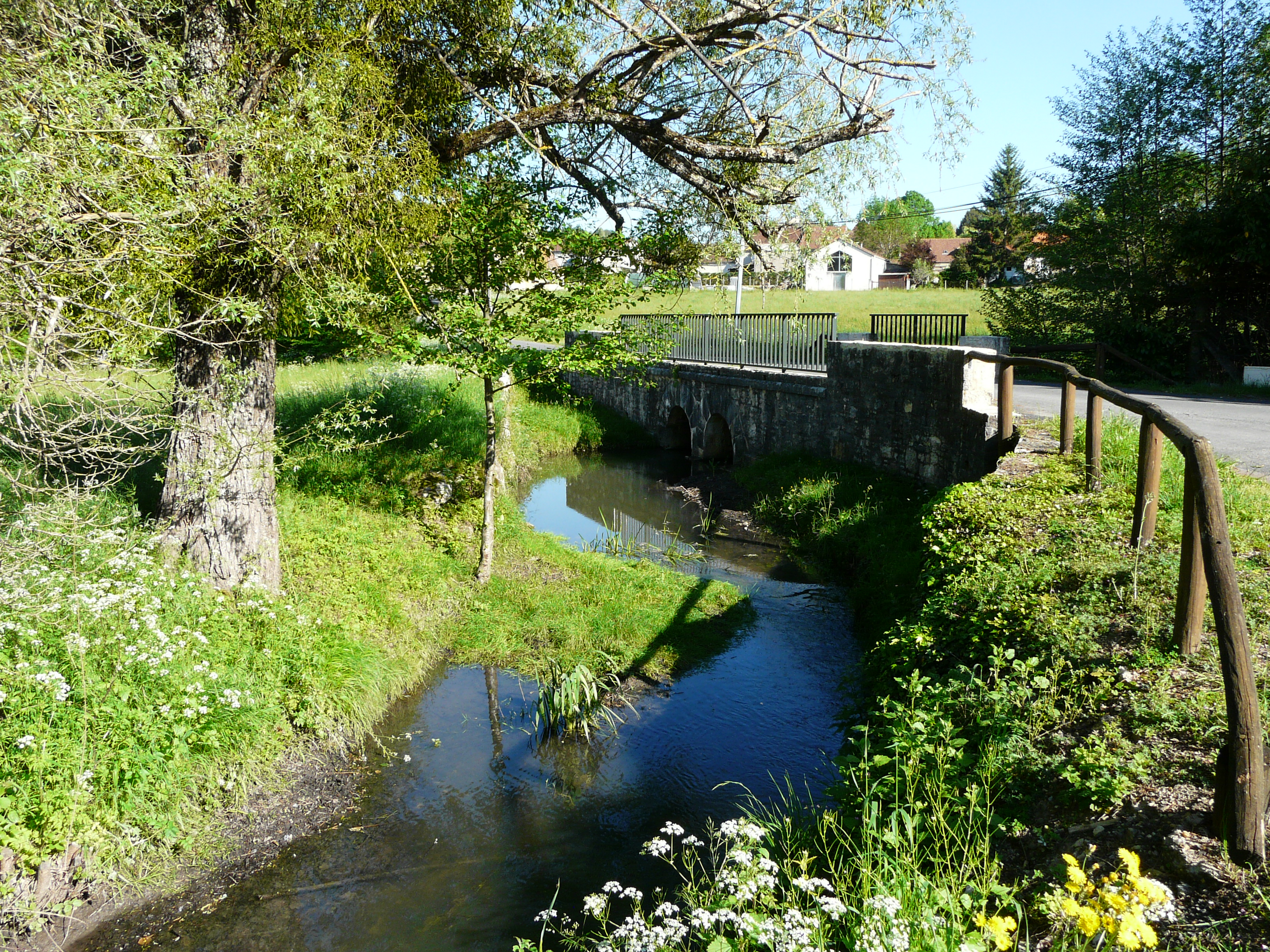
Река Мануар